# Dan Turèll
Dan Turèll, född 19 mars 1946, död 15 oktober 1993, var en dansk författare och musiker.
Turèll föddes på Frederiksberg Hospital. Han var den äldste av sex syskon. Nio år gammal flyttade han med familjen till Vangede nära Köpenhamn. Fadern var elektriker. Under tonåren var Dan Turèll medlem i Socialistisk Folkepartis ungdomsorganisation. Han skrev för den socialistiska tidskriften Aspekt åren 1965-1969. Idémässigt tog Turèll intryck av buddhismen och anarkismen. Sitt litterära genombrott uppnådde Dan Turèll 1975 med boken Vangede Billeder. Han var gift två gånger och blev far till en dotter. Dan Turèll vistades gärna på Malta. Dan Turèll dog i matstrupscancer och är begraven på Assistens Kirkegård i Köpenhamn. Stora delar av hans litterära produktion, som omfattade över hundra titlar, har återutgivits efter hans död.

## Författarskap
Innan skrivandet tog fart, var Turèll mångsysslare. I början av 1970-talet undervisade han vid Danmarks Biblioteksskole i ämnet science fiction. Han experimenterade med lyrik i samlingen Karma Cowboy från 1974. Sitt genombrott fick Turèll 1975 med boken Vangede Billeder. Boken skildrar uppväxten i ett arbetarkvarter på den för övrigt välstående orten Gentofte. Från mitten av 1970-talet Under signaturen kåserade Turèll under signaturen Onkel Danny i tidningen Politiken. Mest skrev han om händelser och människor i Köpenhamn. Även i sina böcker skildrade Turèll storstaden och dess mångfald. Kärlek och erotik är viktiga inslag i Turèlls författarskap. Genom att använda självbiografisk material och genom berättelsernas tematik, jazz, storstad, droger och dekadens, ställde sig Turèll nära författarna i den amerikanska beatgenerationen. Dan Turèll skrev mellan 1981 och 1990 Mord-serien vilken omfattade tolv deckare. Delarna är fristående. Handlingen utspelas främst på ett fiktivt och delvis romantiserat Vesterbro. En icke namngiven journalist är huvudperson. Han arbetar på uppdrag av den fiktiva huvudstadstidningen Bladet. Turèll var produktiv och imagemedveten. Han var Kalle Ankakännare och kunnig om vampyrlitteraturen.

## Dan Turèll till minne
En del av torget Halmtorvet på Vesterbro i Köpenhamn döptes om till Onkel Dannys plads. På uppväxtorten Vangede finns torget Dan Turèlls Plads. Det litterära Dan Turèll Selskabet utdelar sedan 2012 en Dan Turèll-medalj formgiven av konstnären Barry Lereng Wilmont.

## Verk utgivna på svenska
- 1978 Vampyrer (Alverdens vampyrer) (översättning: Jörgen Hammenskog) (Bakhåll, 1986)
- 1981 Mord i mörker (Mord i mørket) (översättning: Anders Hammarqvist) (Bonnier, 1985)
- 1981 Mord i duvslaget (Mord i Rodby) (översättning: Anders Hammarqvist) (Bonnier, 1986)
- 1983 Mord på måndag (Mord ved Runddelen) (översättning: Anders Hammarqvist) (Bonnier, 1989)
- 1984 Mord i mars (Mord i marts) (översättning: Anders Hammarqvist) (Bonnier, 1992)